# 베르카 세르두치카
베르카 세르듀치카(우크라이나어: Вєрка Сердючка, 본명: 안드리 미하일로비치 다닐코(Андрій Михайлович Данилко), 1973년 10월 2일 ~ )는 우크라이나의 코미디언, 팝과 댄스 가수이다. 2007년 유로비전 송 콘테스트에 우크라이나의 대표로 출전하여 최종 2위를 기록하였다.

## 디스코그래피

### 앨범
- 《Я рождена для любви》(1998년)
- 《Гоп-гоп》(2002년)
- 《Чита дрита》(2003년)
- 《Ха-ра-шо》(2003년)
- 《Жениха хотела》(2004년)
- 《После тебя》(2005년)
- 《Новые песни Верки Сердючки》(2006년)
- 《Tralli-Valli》(2006년)
- 《Dancing Europe》(2007년)
- 《DoReMi DoReDo》(2008년)

### 싱글
- 〈Всё будет хорошо〉(2003년)
- 〈Гоп гоп〉(2003년)
- 〈Пирожок〉(2003년)
- 〈горилка〉(2003년)
- 〈Контролер〉(2003년)
- 〈Чита Дрита〉(2004년)
- 〈Попала На Любовь〉(2004년)
- 〈Тук тук тук〉(2004년)
- 〈Horosho krasavitsam〉(2006년)
- 〈Tralli-valli〉(2006년)
- 〈A ja smejus'〉(2006년)
- 〈Dancing Lasha Tumbai〉(2007년)
- 〈Kiss please〉(2007년)
- 〈I am Eurovision Queen〉(2008년)
- 〈До-ре-ми〉(2008년)
- 〈Essen〉(2008년)

## 참고
1. ↑  Participants at the Eurovision Song Contest 2007 Final,2010년 8월 1일 확인함